# Ophiopogon siamensis
Ophiopogon siamensis är en sparrisväxtart som beskrevs av Minoru N. Tamura. Ophiopogon siamensis ingår i släktet Ophiopogon och familjen sparrisväxter. Inga underarter finns listade i Catalogue of Life.